# Danh sách trò chơi của Strategy First
Danh sách trò chơi của Strategy First 
Đây là một danh sách các tựa game được xuất bản bởi nhà phát hành video game Strategy First. 
Đây là một danh sách chưa hoàn tất, và có thể sẽ không bao giờ thỏa mãn yêu cầu hoàn tất. Bạn có thể đóng góp bằng cách mở rộng nó bằng các thông tin đáng tin cậy.

## 0-9
- 1914 Shells of Fury
- 688(I) Hunter/Killer

## A
- Alien Shooter: Vengeance

## B
- Birth of America

## C
- Call for Heroes: Pompolic Wars
- Celtic Kings: Rage of War
- Chariots of War
- Chrome
- Clans
- Clusterball
- Cuban Missile Crisis: The Aftermath
- Culpa Innata

## D
- Dangerous Waters
- Diggles: The Myth Of Fenris
- Disciples: Sacred Lands (Gold Edition)
- Disciples II: Dark Prophecy
- Disciples III: Renaissance
- Dragon Throne: Battle of Red Cliffs
- Ducati World Championship

## E
- Earth 2150: Lost Souls
- Emergency 3
- Empire of the Ants
- Etherlords
- Etherlords II
- Europa Universalis
- Europa Universalis II
- Europa Universalis: Crown of the North

## F
- FlatOut 3: Chaos & Destruction
- Fleet Command
- Football Deluxe  Lưu trữ ngày 28 tháng 12 năm 2013 tại Wayback Machine

## G
- Galactic Civilizations
- Galactic Civilizations: Altarian Prophecy
- Galactic Dream - Rage of war
- Gods: Lands of Infinity
- Great Invasions
- Gun Metal

## H
- Hearts of Iron

## I
- I of the Dragon
- Inquisition
- Iron Warriors: T-72 Tank Commander
- Ironclads: American Civil War

## J
- Jack Keane
- Jagged Alliance
- Jagged Alliance 2
- Jagged Alliance 2: Wildfire

## K
- Kohan: Ahriman's Gift
- Kohan: Immortal Sovereigns
- Konung: Legends of the North

## L
- Legion Arena
- Legion Gold

## M
- Making History: The Calm & The Storm
- Micro Commandos
- Mistmare

## N
- New World Order

## O
- O.R.B: Off-World Resource Base

## P
- Perimeter 2: New Earth
- Platoon
- Prince of Qin

## R
- Rails Across America
- Robin Hood: The Legend of Sherwood

## S
- Seal of Evil
- Space Empires IV
- Space Empires V
- Space Empires: Star Fury
- Steel Beasts
- Strike Fighters: Project 1
- Sub Command
- Submarine TITANS
- Sudden Strike
- Supreme Ruler 2010

## T
- Time of Defiance
- The Outforce
- The Partners
- Two Thrones

## U
- Uplink: Hacker Elite

## V
- Vendetta Online
- Victoria: An Empire Under the Sun

## W
- War Times
- Warrior Kings: Battles